# المليارديرات السود

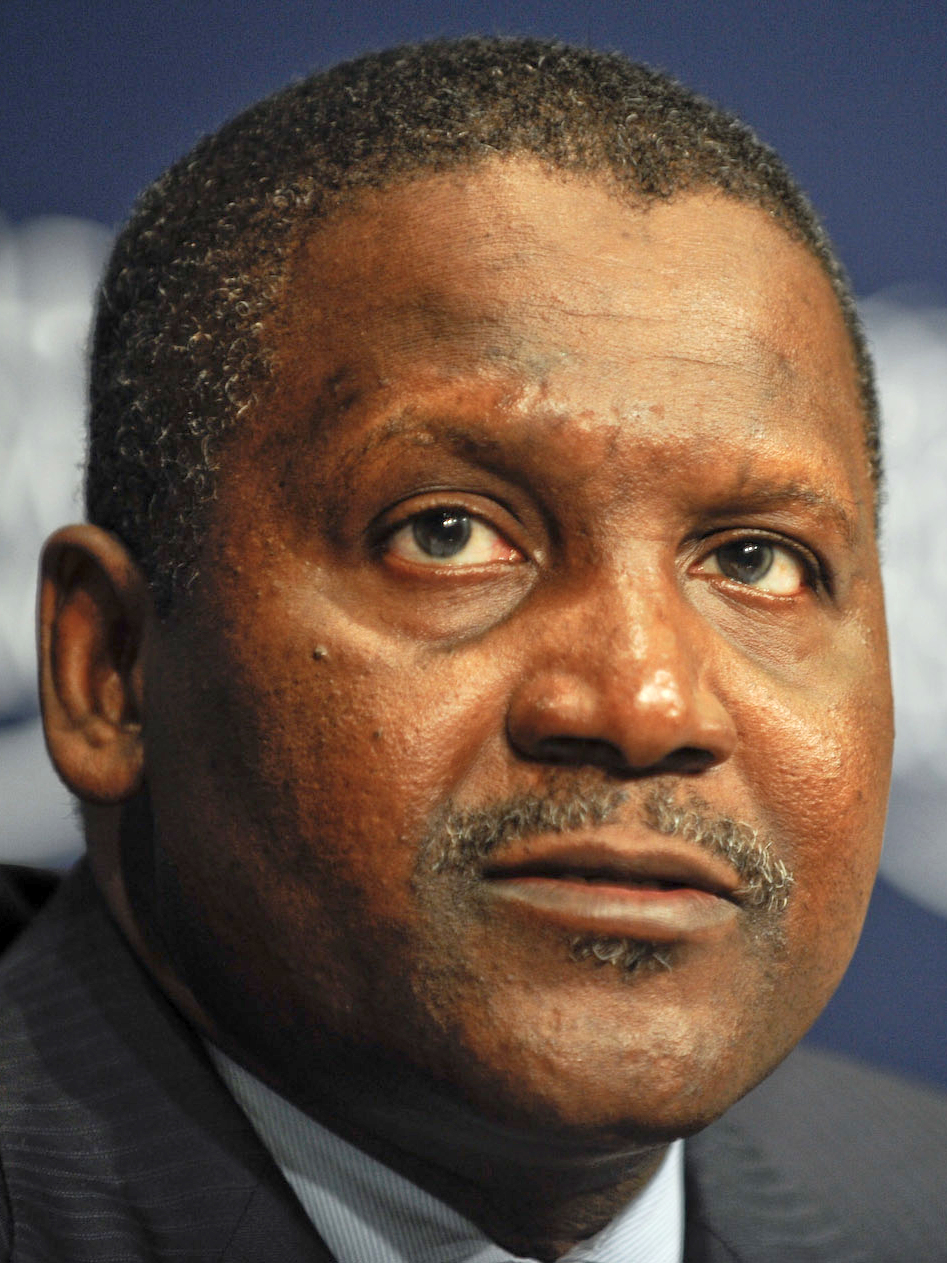
أليكو دانغوتي, أغنى شخص أسود في العالم.

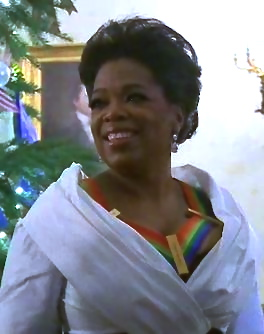
أوبرا وينفري في البيت الأبيض عام 2010. هي أول مليارديرة سوداء وكانت الملياردير الأسود الوحيد من 2004 إلى 2006.

المليارديرات السود هم أفراد ذوو بشرة بنية إلى بنية داكنة ولديهم صافي ثروة لا تقل عن مليار دولار أمريكي. وفقاً لتصنيف فوربس 2019 للمليارديرات في العالم، بلغ صافي ثروة قطب الأعمال النيجيري أليكو دانغوتي 10.9 مليار دولار وكان أغنى رجل أسود في العالم. من بين المليارديرات السود الآخرين في قائمة فوربس لعام 2019 رجل الأعمال النيجيري مايك أدينوجا برصيد 9.1 مليار دولار، والمستثمر الأمريكي روبرت سميث بمبلغ 5 مليارات دولار، ورجل الأعمال الأمريكي ديفيد ستيوارد بثلاثة مليارات دولار، وقطب الإعلام الأمريكي أوبرا وينفري بـ 2.5 مليار دولار، ورجل الأعمال الزيمبابوي جيرالد سيباندا بـ 2.9 مليار دولار، سيدة الأعمال الأنغولية إيزابيل دوس سانتوس بـ 2.3 مليار دولار، قطب الذهب الجنوب أفريقي باتريس موتسيبي بـ 2.3 مليار دولار، المدير التنفيذي الرياضي الأمريكي مايكل جوردان بـ 2.1 مليار دولار، رجل الأعمال الجامايكي الكندي مايكل لي تشين بـ 1.9 مليار دولار، رجل الأعمال النيجيري عبد الصمد رابيو بـ 1.6 مليار دولار، أمريكي مغني الراب كاني ويست بمبلغ 1.3 مليار دولار، وسيدة الأعمال النيجيرية فولورونشو ألاكيجا بمبلغ 1.1 مليار دولار، محمد إبراهيم من المملكة المتحدة بمبلغ 1.1 مليار دولار، ومغني الراب الأمريكي جاي زي بمليار دولار، وقطب الإعلام الأمريكي تايلر بيري بمليار دولار.
من عام 2001 إلى عام 2003, أدرجت مجلة فوربس المدير التنفيذي لشبكة التلفزيون الأمريكية بوب جونسون كملياردير، لكنها أسقطته بعد انقسام ثروته في طلاقه.[متى؟] عاد إلى قائمة فوربس للمليارديرات في عام 2007 بثروة صافية قدرها 1.1 مليار دولار. في عام 2008, انخفضت ثروة جونسون مرة أخرى، هذه المرة إلى حوالي 1.0 مليار دولار وبحلول عام 2009 سقط من القائمة مرة أخرى. برز مدير البترول النيجيري فيمي أوتيدولا لفترة وجيزة كملياردير في عام 2009, لكنه لم يبق واحدًا في السنوات اللاحقة. عاد إلى القائمة برفقة زميله النيجيري، قطب السكر عبد الصمد رابيو، في عام 2016, لكن تم إسقاطهما من التصنيف في العام التالي.
تم التعرف على المليارديرات متعددي الأعراق من أصل أسود كبير على مر السنين. الملياردير السعودي محمد العمودي، من أصل يمني وإثيوبي حضرمي، مدرج في قائمة فوربس للمليارديرات منذ عام 2002 وفي عام 2012 بلغت ثروته الصافية 12.5 مليار دولار. كان مايكل لي تشين من كندا، وهو جامايكي من أصول صينية وسوداء، مدرجًا في القائمة من عام 2001 إلى عام 2010 لكنه تراجع في عام 2011. إيزابيل دوس سانتوس من أصل أنغولي وروسي. ألكسندر كارب، المؤسس المشارك والرئيس التنفيذي لشركة بالانتير للتكنولوجيا، لديها أم أمريكية من أصل أفريقي.
من بين جميع المليارديرات المذكورين أعلاه الذين حددتهم فوربس، تأهلت أوبرا وينفري فقط لقائمة فوربس لعام 2009 لأقوى 20 مليارديراً في العالم، وهي قائمة لا تتناول الثروة فحسب، بل أيضًا التأثير في السوق والنفوذ السياسي. اعتبرت وينفري قوية بشكل خاص بسبب تأثيرها على خيارات المستهلكين الأمريكيين ودورها المحوري في حملة باراك أوباما الرئاسية الأمريكية الناجحة لعام 2008.

## قائمة المليارديرات السود
(تقييمات الثروة من مجلة فوربس)
| العام | المليارديرات السود | المليارديرات ثنائيو / متعدد الأعراق من أصل أسود                                                                  | جميع المليارديرات                                      |
| ----- | --- | --- | ------------------------------------------------------ |
| 2001  | 1: بوب جونسون $1.6 مليار | 1: مايكل لي شين $1 مليار                                                                                         | 538, الأغنى: بيل جيتس $114 مليار                       |
| 2002  | 1: بوب جونسون $1 مليار | 2: - محمد العمودي $1.5 مليار - مايكل لي شين $1.1 مليار                                                           | 497, الأغنى: بيل جيتس $52.8 مليار                      |
| 2003  | 2: - بوب جونسون $1.2 مليار - أوبرا وينفري $1 مليار | 2: - محمد العمودي $1.5 مليار - مايكل لي شين $1.4 مليار                                                           | 476, الأغنى: بيل جيتس $40.7 مليار                      |
| 2004  | 1: أوبرا وينفري $1.1 مليار | 2: - مايكل لي شين $2.4 مليار - محمد العمودي $1.4 مليار                                                           | 587, الأغنى: بيل جيتس $46.6 مليار                      |
| 2005  | 1: أوبرا وينفري $1.3 مليار | 2: - مايكل لي شين $2.5 مليار محمد العمودي $2.5 مليار                                                             | 691, الأغنى: بيل جيتس $46.5 مليار                      |
| 2006  | 1: أوبرا وينفري $1.4 مليار | 2: - محمد العمودي $6.9 مليار - مايكل لي شين $2.1 مليار                                                           | 793, الأغنى: بيل جيتس $50 مليار                        |
| 2007  | 2: - أوبرا وينفري $1.5 مليار - بوب جونسون $1.1 مليار | 2: - محمد العمودي $8 مليار - مايكل لي شين $1.6 مليار                                                             | 946, الأغنى: بيل جيتس $56 مليار                        |
| 2008  | 5: - أليكو دانغوتي $3.3 مليار - أوبرا وينفري $2.5 مليار - باتريس موتسيبيه $2.4 مليار - محمد إبراهيم $2.5 مليار - بوب جونسون $1 مليار | 2: - محمد العمودي $9 مليار - مايكل لي شين $1.8 مليار                                                             | 1,125, الأغنى: وارن بافيت $62 مليار                    |
| 2009  | 5: - أوبرا وينفري $2.7 مليار - أليكو دانغوتي $2.5 مليار - محمد إبراهيم $2 مليار - فيمي أوتيدولا $1.6 مليار - باتريس موتسيبيه $1.3 مليار | 2: - محمد العمودي $9 مليار - مايكل لي شين $1 مليار                                                               | 793, الأغنى: بيل جيتس $40 مليار                        |
| 2010  | 4: - أوبرا وينفري $2.4 مليار - باتريس موتسيبيه $2.3 مليار - Adam Sedik $2.1 مليار - محمد إبراهيم $2 مليار | 2: - محمد العمودي $10 مليار - مايكل لي شين $1 مليار                                                              | 1,011, الأغنى: كارلوس سليم الحلو والعائلته $53.5 مليار |
| 2011  | 5: - أليكو دانغوتي $13.8 مليار - باتريس موتسيبيه $3.3 مليار - أوبرا وينفري $2.7 مليار - محمد إبراهيم $1.8 مليار - مايك أدينوجا $2 مليار | 1: محمد العمودي $12.3 مليار                                                                                      | 1,210, الأغنى: كارلوس سليم الحلو والعائلته $74 مليار   |
| 2012  | 5: - أليكو دانغوتي $11.2 مليار - مايك أدينوجا $4.3 مليار - باتريس موتسيبيه $2.7 مليار - أوبرا وينفري $2.7 مليار - محمد إبراهيم $1.1 مليار | 1: محمد العمودي $12.3 مليار                                                                                      | 1,210, الأغنى: كارلوس سليم الحلو والعائلته $74 مليار   |
| 2013  | 5: - أليكو دانغوتي $16.1 مليار - مايك أدينوجا $4.7 مليار - باتريس موتسيبيه $2.9 مليار - أوبرا وينفري $2.8 مليار - محمد إبراهيم $1.1 مليار | 2: - محمد العمودي $13.5 مليار - إيزابيل دوس سانتوس $2 مليار                                                      | 1,426, الأغنى: كارلوس سليم الحلو والعائلته $73 مليار   |
| 2014  | 7: - أليكو دانغوتي $25 مليار - مايك أدينوجا $4.6 مليار - أوبرا وينفري $2.9 مليار - باتريس موتسيبيه $2.9 مليار - Florunsho Alakija $2.5 مليار - عبد الصمد ربيو $1.2 مليار - محمد إبراهيم $1.1 مليار | 2: - محمد العمودي $15.3 مليار - إيزابيل دوس سانتوس $3.7 مليار                                                    | 1,645, الأغنى: بيل جيتس $76 مليار                      |
| 2016  | 11: - أليكو دانغوتي $14.4 مليار - مايك أدينوجا، $9.9 مليار - روبرت سميث، $4.4 مليار - أوبرا وينفري $3.1 مليار - فيمي أوتيدولا، $1.85 مليار - ستريف ماسيييوا، $1.8 مليار - Folorunsho Alakija, $1.55 مليار - باتريس موتسيبيه $1.15 مليار - مايكل جوردن، $1.14 مليار - عبد الصمد ربيو $1.1 مليار - محمد إبراهيم $1.07 مليار                                    | 2: - محمد العمودي، $8.4 مليار - إيزابيل دوس سانتوس، $3.1 مليار                                                   | 1,810, الأغنى: بيل جيتس $75 مليار                      |
| 2019  | 11: - أليكو دانغوتي، $10.6 مليار - مايك أدينوجا، $9.1 مليار - روبرت سميث، $5 مليار - ديفيد ستيوارد، $3.9 مليار - أوبرا وينفري، $2.7 مليار - ستريف ماسيييوا، $2.4 مليار - باتريس موتسيبيه، $2.3 مليار - مايكل جوردن، $1.9 مليار - عبد الصمد ربيو، $1.6 مليار - Folorunsho Alakija, $1.1 مليار - جي-زي، $1 مليار                                               | 4: - محمد العمودي، $8.4 مليار - إيزابيل دوس سانتوس، $2.3 مليار - مايكل لي شين $1.9 مليار - أليكس كارب $1.3 مليار | 2,153, الأغنى: جيف بيزوس $110 مليار                    |
| 2020  | 13: - أليكو دانغوتي، $13.5 مليار - مايك أدينوجا، $9.1 مليار - روبرت سميث، $5 مليار - ديفيد ستيوارد، $4 مليار - عبد الصمد ربيو، $3.2 مليار - كانييه ويست، 3.1 مليار - أوبرا وينفري، $2.7 مليار - ستريف ماسيييوا، $2.4 مليار - باتريس موتسيبيه، $2.3 مليار - مايكل جوردن، $2.1 مليار - Folorunsho Alakija, $1.1 مليار - جي-زي، $1 مليار - تايلر بيري، $1 مليار | 4: - محمد العمودي، $8.4 مليار - إيزابيل دوس سانتوس، $2.3 مليار - مايكل لي شين $1.9 مليار - أليكس كارب $3 مليار   | 2,095, الأغنى: جيف بيزوس $200 مليار                    |

### مايكل جاكسون
في 6 شباط 2003, سأل مارتن بشير مايكل جاكسون عن قيمة ثروته، فأجاب جاكسون: «كبيرة». ثم سأل البشير: «مليار دولار؟» رد عليه جاكسون، «أكثر من ذلك». وطلب بشير التأكيد: «أكثر من مليار دولار!» أجاب النجم «نعم». لم يظهر جاكسون مطلقاً في قائمة فوربس للملياردير في حياته ولم يتم تصنيفه من بين أغنى 400 أمريكي في فوربس. تتراوح تقديرات ثروة جاكسون خلال حياته من سالب 285 مليون دولار إلى إيجابي 350 مليون دولار للأعوام 2002 و2003 و2007. في أغسطس 2018, ذكرت مجلة فوربس أن إجمالي أرباح جاكسون المهنية قبل الضريبة في الحياة والموت بلغ 4.2 مليار دولار.